# LG X 시리즈
LG X 시리즈는 LG전자가 2016년 2월, 모바일 월드 콩그레스 2016에서 처음 공개한 보급형 스마트폰 라인업이다. LG K 시리즈가 일반적으로 완성도를 높인 보급형의 위치라면, LG X 시리즈는 LG V 시리즈에서 파생된 기능특화형 라인업이다. 제품에 해당되는 가장 큰 특징을 제품명으로 잡았다. 2017년, LG전자는 CES 2017에서 공개된 LG K10 2017과 LG K8 2017부터 국내 시장 한정으로 소비자들이 헷갈려하는 보급형 라인업을 전부 X 시리즈로 통합했다. 따라서, LG X 시리즈로 이름과 일부 사양이 변경되어 출시한다. 2017년 2월 24일, MWC 2017에서 LG G6 공개 이전에 LG X 파워의 후속작인 LG X500이 공개되었다.

## 안드로이드 스마트폰
MWC 2016에서 공개된 2종의 스마트폰에 이어서 2016년 6월에 4종이 추가로 공개되었다.

### 2018년 공개 모델

#### LG X2 (2018)
보급형 안드로이드 스마트폰으로, 2019년에 후속작으로 LG X2 2019(LM-X220N)가 나왔다. ZEM을 기본 앱으로 탑재하고 있다.

## 같이 보기
- LG G 시리즈
- LG V
- LG Q
- LG K 시리즈